# Hugo I. von Nagold
Hugo I. von Nagold (um 1007) war ein Verwandter des Gaugrafen Anselm vom Nagoldgau († 25. Dezember um 1087) und dessen Gattin Bertha († 26. Dezember um 1087).

## Leben und Wirken
Hugo I. von Nagold wurde im Jahr 1007 mit dem Königsgut Holzgerlingen und dem Reichsforst Schönbuch belehnt. Er gilt als einer der Vorfahren der Pfalzgrafen von Tübingen.